# Dunlap (Iowa)
Pour les articles homonymes, voir Dunlap.
Dunlap est une ville du comté de Harrison, en Iowa, aux États-Unis. Elle est fondée en 1867 et incorporée en janvier 1871.

## Source de la traduction
- (en) Cet article est partiellement ou en totalité issu de l’article de Wikipédia en anglais intitulé « Dunlap, Iowa » (voir la liste des auteurs).